# Mordellistena schauppi
Mordellistena schauppi är en skalbaggsart som beskrevs av Smith 1882. Mordellistena schauppi ingår i släktet Mordellistena och familjen tornbaggar. Inga underarter finns listade i Catalogue of Life.